# 意味がなければスイングはない
『意味がなければスイングはない』（いみがなければスイングはない）は、村上春樹の音楽評論集。
2005年11月28日、文藝春秋より刊行された。季刊オーディオ専門誌『Stereo Sound』（株式会社ステレオサウンド）に連載された評論をまとめたものである。表紙の絵は、「The Back Guild」シリーズのイラスト（SHERIDAN SQUARE RECORD社）。2008年12月4日、文春文庫として文庫化された。2015年11月21日、電子書籍版が配信開始された。
タイトルは、デューク・エリントンの作品「スイングがなければ意味はない  (It Don't Mean a Thing If It Ain't Got That Swing)  」に由来する。あとがきで村上は「ただの言葉遊びでこのタイトルをつけたわけではない」「この場合の『スイング』とは、どんな音楽にも通じるグルーヴ、あるいはうねりのようなものと考えていただいていい」と述べている。

## 内容
すべて『Stereo Sound』に掲載された。
| タイトル                                                             | 掲載号     | 備考 |
| -------------------------------------------------------------------- | ---------- | --- |
| シダー・ウォルトン――強靱な文体を持ったマイナー・ポエト               | 2003年春号 | |
| ブライアン・ウィルソン――南カリフォルニア神話の喪失と再生             | 2003年夏号 | ザ・ビーチ・ボーイズが1970年代はじめに発表した2枚のアルバム『サンフラワー』と『サーフズ・アップ』に、多くのページが割かれている。 |
| シューベルト「ピアノソナタ第十七番ニ長調」D850――ソフトな混沌の今日性 | 2003年秋号 | 「シューベルトの数あるピアノ・ソナタの中で、僕が長いあいだ個人的にもっとも愛好している作品は、第十七番ニ長調D850である。自慢するのではないが、このソナタはとりわけ長く、けっこう退屈で、形式的にもまとまりがなく、技術的な聴かせどころもほとんど見当たらない」と村上は述べている。 |
| スタン・ゲッツの闇の時代 1953-54                                     | 2003年冬号 | ジョン・コルトレーンがあるときスタン・ゲッツの演奏を聴いて言ったという言葉が紹介されている。「もし我々が彼のように吹けるものなら、一人残らず彼のように吹いているだろうな」とコルトレーンは言ったという。 |
| ブルース・スプリングスティーンと彼のアメリカ                         | 2004年春号 | 1980年のシングル「ハングリー・ハート」の冒頭8行分を訳し、「こんなとんでもなく暗い内容の、複雑な物語性をもった歌詞を、八万人の聴衆が――少なくともその多くの部分が――丸ごと暗記して合唱できてしまうという」ことは「まさに驚くべき事実だ」と述べる。 村上は1984年、レイモンド・カーヴァーをインタビューすることを目的のひとつとしてアメリカに渡るが、その頃からスプリングスティーンとカーヴァーの共通性を感じていたという。 |
| ゼルキンとルービンシュタイン 二人のピアニスト                        | 2004年夏号 | |
| ウィントン・マルサリスの音楽はなぜ（どのように）退屈なのか？         | 2004年秋号 | 「僕はキース・ジャレットの音楽の胡散臭さよりは、ウィントン・マルサリスの音楽の退屈さの方を、ずっと好ましく思っている。そして同じ退屈さでも、チック・コリアの音楽の退屈さよりは、こちらの方がよほど筋がいいと感じている」と村上は述べている。 |
| スガシカオの柔らかなカオス                                           | 2004年冬号 | |
| 日曜日の朝のフランシス・プーランク                                   | 2005年春号 | 「私は詩が含んだ問題点を、音楽のレベルで解消するために、知性という手段に頼ったことはない。（中略） 詩を歌に移し替えることは、愛の行為であって、便宜的な婚姻ではないのだ」とプーランクは言っていたという。 |
| 国民詩人としてのウディー・ガスリー                                   | 2005年夏号 | |